# Quem te viu, quem te vê
"Quem te viu, quem te vê" ('vem såg dig, vem ser dig') är en sång av den brasilianske sångaren Chico Buarque. Han spelade in den 1967, då den kom ut som singel på bolaget RGE. En svensk textöversättning av Cornelis Vreeswijk har under titeln "Deidres samba" blivit väl spridd och även insjungen av flera andra svenska artister.

## Historik
Låten är från Chico Buarques tidiga år. Han var 21 år när han 1965 började bli populär i den dåvarande bossa nova-vågens kölvatten. "Quem te viu, quem te vê" skrevs och spelades in två år senare. Senare har låten hörts på minst sex av Buarques konsert- eller samlingsalbum.
Den portugisiskspråkiga låttitelns 'vem såg dig, vem ser dig' syftar på ett brasilianskt talesätt med den ungefärliga betydelsen. "se den du har blivit" eller "det kunde man inte tro om dig". Texten handlar om minnen från förr mellan bekanta och om samba i sig.

## Andras insjungningar

### Portugisiskspråkig version
"Quem de viu, quem te vê" har även sjungits in av ett antal andra artister och grupper. Dessa inkluderar Nara Leão, Simone, Carlos Fernando/Toninho Horta, Gal Costa, Leila Pinheiro, MBP-4, Maria Bethânia och Trio Zimbo.

### Svensk version
"Deirdres samba" är vispoeten Cornelis Vreeswijks version av Buarques portugisiskspråkiga original. Vreeswijk skrev den svenska texten 1968, då han hade varit i Brasilien och blivit influerad av brasiliansk musik. Låten finns med på hans skiva Tio vackra visor och Personliga Person.
Den svenska versionen av låten spelades även in 1971 i en version av Sylvia Vrethammar under titeln "Dansa samba med mej" på studioalbumet med samma namn, samt 1989 i en version av Anne-Lie Rydé. 2010 sjöng även den svenska artisten Patrick El-Hag in en cover.